# Gigantometopus
Gigantometopus is een geslacht van wantsen uit de familie van de Miridae (blindwantsen). Het geslacht werd voor het eerst wetenschappelijk beschreven door Michael D. Schwartz en Randall Tobias Schuh in 1990.

## Soorten
Het genus bevat de volgende soorten:

- Gigantometopus coronobtectus Kim, Taszakowski & Jung, 2021
- Gigantometopus rossi Schwartz & Schuh, 1990
- Gigantometopus schuhi Akingbohungbe, 2012